# 雙魚座 B
雙魚座 B（Psc B）是屬於空洞星系的一個矮星系。它位於本地空洞內，在雙魚座的方向上，鄰近雙魚座 A，距離地球 30百萬光年（9.2百萬秒差距）。大約在1億年前，這個星系開始從空洞向外移動，並且進入本地細絲區和稠密的氣態環境。這引發了恆星形成率的倍增。

## 進階讀物
- Erik J. Tollerud, Marla C. Geha, Jana Grcevich, Mary E. Putman, Daniel R. Weisz, Andrew E. Dolphin. . The Astrophysical Journal. 22 December 2015, 827 (2): 13 (11 August 2016). Bibcode:2016ApJ...827...89T. arXiv:1607.03487 . doi:10.3847/0004-637X/827/2/89. 89.